# Északnyugat-pakisztáni háború
Az Északnyugat-pakisztáni háború 2004 márciusában tört ki, mely a Pakisztáni Hadsereg és iszlamista harcosok, a tálibok és külföldi szélsőségesek között dúl. A feszültség 2004-ben kezdett növekedni, amikor a Pakisztáni Hadsereg keresni kezdte az al-Káida szervezet tagjait Pakisztán hegyei között Vazirisztán területén (FATA). A helyi családtagok fegyveres ellenállást szerveztek.
Amerikai csapatok a "háború a terror ellen" címszavak alatt vonultak Pakisztánba. Kapcsolatot hoztak az afganisztáni háború és a tálibok afganisztáni felkelései között.
A 2006. szeptemberi fegyverszünet után a konfliktus kiújult 2007-ben. Az egyik helyi törzsnek egy része üzbég harcosokat űzött el és pakisztáni védelmi erőket támadott 2007 júliusában.
Mióta a konfliktus elkezdődött kétszer annyi pakisztáni katona esett el, mint amennyi amerikai katona Afganisztánban. Mindamellett a Pakisztáni Hadsereg által megölt katonák száma elérte a 4500-at.

## Konfliktus háttere
2002 júliusában pakisztáni csapatok léptek a Tirah-völgybe, 1947 óta – mikor is a Pakisztán független állammá vált – először. A csapatok egészen Észak-Vazirisztán Shawal-völgyéig nyomultak tovább, később Dél-Vazirisztánba is bevonultak. Hosszú tárgyalások után megállapodás született a különböző törzsekkel, amelyek vonakodva, de beleegyeztek a katonai jelenlétbe. Ez elvileg biztos fejlődést és munkát garantált a területnek.
2003 decemberében Pervez Musarraf ellen kettős orvgyilkosságot kíséreltek meg, miután Vazirisztánban nyomon követték. A kormány válaszképpen fokozta katonai nyomását a területen, bár a hadsereg fenntartása költséges, és a konfliktus sok halálos áldozattal 2004-ben és a 2005-ös év elején, amikor a kormány taktikát váltott a tárgyalások helyett.
2004 márciusában heves harcok dúltak Dél-Vazirisztán Wana városa mellett. A pakisztáni csapatok beásták magukat, megerősítve néhány települést. Körülbelül 400 harcossal álltak szemben. Spekulációk szerint Oszáma bin Láden helyettesét, Ayman al-Zawahirit elfogta a Pakisztáni Hadsereg.
2004 áprilisában a pakisztáni kormány aláírta a három békemegállapodás egyikét Dél-Vazirisztánban. A békemegállapodást a tálibok parancsnoka, Nek Muhammad Wazir is aláírta, mely azonnal felborult, mikor 2004 júniusában amerikai katonák egy AGM–114 Hellfire-rel megölték Nek Muhammadot.
A második békemegállapodás 2005 februárjában született meg Nek utódjával, Baitullah Mehsuddal, amely nyugalmat hozott Dél-Vazirisztánra. Akárhogyan is, ezek a fegyverszünetek lényeges eredményt nem hoztak, a vérontás nem csökkent. A két utolsó próbálkozás egy öngyilkos merénylettel 2007 augusztusában bukott el.
2005. május 4-én a pakisztáni kommandó elfogta Abu Faraj al-Libbit, rajtaütve Mardan városán. A férfi az al-Káida egyik magasabb rangú harcosa, egyes híresztelések szerint a harmadik embere volt, Oszáma bin Láden és Ayman al-Zawahiri után. Al-Libbit Khalid Shaikh Mohammeddel pótolták 2003. márciusi letartóztatása után, akit kapcsolatba hoztak a 2001. szeptember 11-ei terrortámadással.

## 2008-tól napjainkig
2008. február 7-én a harcosok egyik vezetője Baitullah Mehsud békemegállapodást kötött az erőszak felfüggesztése végett.